# Лэрнер, Джордж
Джордж Эдвард Лэрнер (англ. George Edward Larner; 7 февраля 1875, Лэнгли, Беркшир — 4 марта 1949, Брайтон) — британский легкоатлет, двукратный чемпион летних Олимпийских игр 1908.
На Играх 1908 в Лондоне Лэрнер участвовал в обеих дисциплинах по спортивной ходьбе на дистанциях 3500 м и 10 миль, выиграв каждое соревнование.